# Herbert Ortel

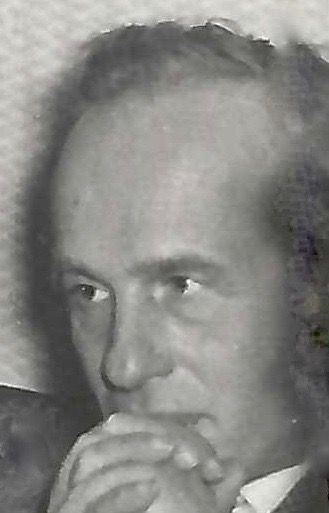
Herbert Ortel

Herbert Ortel (* 5. Januar 1902 in Pankow; † 30. September 1972 in West-Berlin) war ein deutscher Maler, Illustrator und Dichter.

## Frühe künstlerische Entwicklung

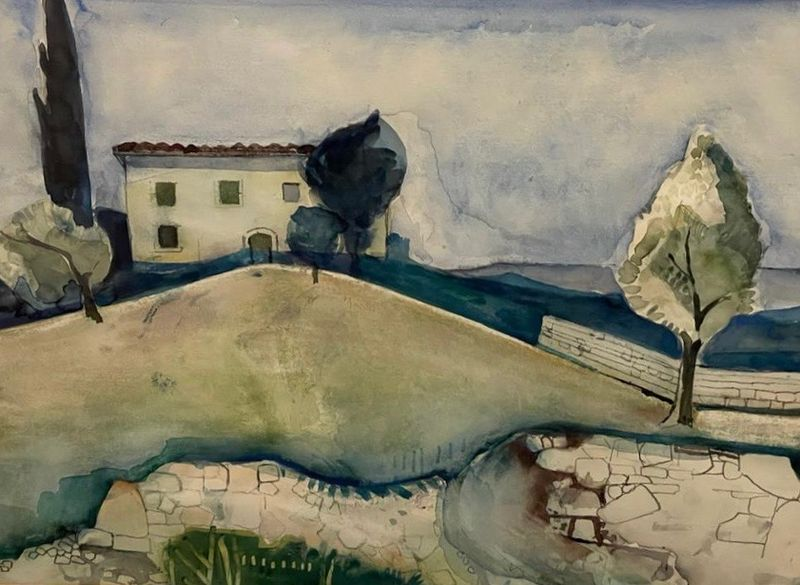
Toskanische Villa

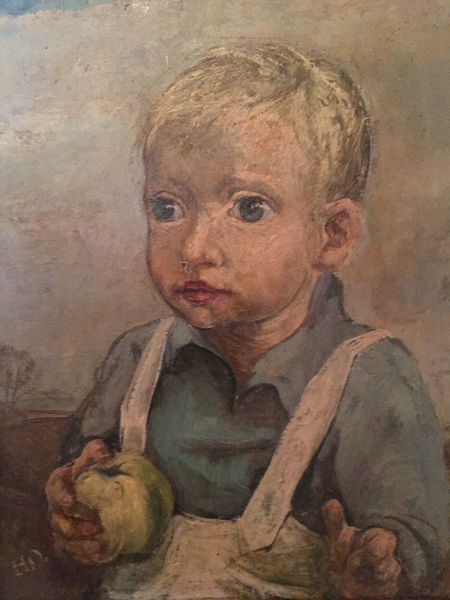
Junge mit Apfel

Nachdem seine zeichnerische und malerische Begabung schon im Kindes- und Jugendalter von der Mutter erkannt worden war, knüpfte diese Kontakt zu dem Berliner Kunstkritiker Max Osborn und leitete jenem Skizzen des Sohnes zu. Osborn erkannte und bestätigte die Begabung Herbert Ortels und ermöglichte ihm ein Stipendium, das durch den Berliner Kunstmäzen Josef Garbáty gewährt wurde. Nach Beendigung der achtjährigen Schulzeit unternahm er zunächst eine Lehre als Techniker für Hoch- und Brückenbau und malte autodidaktisch. Von 1922 bis 1931 studierte Herbert Ortel bei Paul Plontke und Erich Wolfsfeld Kunst und Kunstgeschichte an den Vereinigten Staatsschulen für freie und angewandte Kunst (bis 1924: Hochschule für Bildende Künste; heute: Universität der Künste Berlin) in Berlin-Charlottenburg. Er beendete das Studium mit der Aufnahme in die Meisterklasse des deutschen Expressionisten Karl Hofer.

## Expressionistische Phase
Im Anschluss an sein Studium bewarb sich Herbert Ortel 1932 mit einer Auswahl von drei Werken um den Staatspreis der Preußischen Akademie der Künste und betätigte sich als freischaffender Künstler in Berlin und in der Mark Brandenburg. Zu seinen Motiven in dieser Zeit gehörten christliche sowie Landschaftsmotive, die noch stark vom Expressionismus Karl Hofers geprägt waren. Neben seinem ca. 1932 entstandenen Gemälde Gleichnis vom barmherzigen Samariter, einem Geschenk des Künstlers an Pfarrer Heinrich Vogel in der Dorfkirche Dobbrikow, kommt dabei vor allem seiner Darstellung Verlorener Sohn Bedeutung zu. Das Werk, das Herbert Ortel im August 1932 am Hauptportal der Dorfkirche Pankow angefertigt hatte, war 1934 zentraler Teil des Kirchenkampfes in Berlin-Pankow und wurde nur zwei Jahre nach seiner Entstehung unter dem zunehmenden Einfluss der Deutschen Christen als „Kitsch und Schund“ bzw. „Dokument des bolschewistischen Niedergangs“ verunglimpft und an Ort und Stelle wieder zerstört.

## Impressionistische Phase
Nach Ortels Hochzeit im Jahr 1933 wandte sich der Maler verstärkt impressionistischen Darstellungen zu. Zu seinen Motiven gehörten nun, inspiriert durch diverse Auslandsreisen nach Italien, verstärkt Landschaftsmotive, aber auch Baum- und Katzendarstellungen sowie Stillleben und Porträts. Ständige Inspirationsquellen waren ihm dabei nicht zuletzt seine Berliner bzw. märkische Heimat sowie sein christlich geprägter Kollegen- und Freundeskreis. Vom 9. Oktober bis 5. November 1938 nahm er mit einer Auswahl seiner Werke (28 Ölgemälde sowie diverse Zeichnungen und Aquarelle) an einer Ausstellung in der Berliner Galerie des Kunsthistorikers und -händlers Wolfgang Gurlitt teil. 1939 fertigte er Illustrationen für das Buch Des Gartens große Last wie Lust des Schriftstellers Felix Riemkasten an. Auch selbstverfasste Gedichte fallen in diese Phase.

## Anstellung als Studienrat, spätere Werke
Unmittelbar nach Ende des Zweiten Weltkriegs trat Herbert Ortel 1945 eine Planstelle als verbeamteter Studienrat in der Meisterschule für das Kunsthandwerk (ab 1964 Staatliche Werkkunstschule, ab 1966 Staatliche Akademie für Werkkunst und Mode, ab 1971 Hochschule der Künste) in Berlin-Charlottenburg an. Dort war er zusammen mit den Berliner Künstlern Werner Kleinschmidt, Marianne Herting und Ludwig Berger tätig. Der Malerei ging Herbert Ortel während seines Lehramtes weiter nach, sein Atelier befand sich nach Kriegsende zunächst (bis 1954) in der Uhlandstraße in Berlin-Charlottenburg, danach in der Ermanstraße in Berlin-Steglitz. 1946 wurde er Mitglied im Berufsverband Bildender Künstler Berlin, im Juli 1951 wurde eine Auswahl aus seinem Werk auf dem 3. Deutschen Evangelischen Kirchentag in Berlin ausgestellt. 1953 sorgte seine Monumentaldarstellung des Heiligen Christophorus in der Marienkirche Beeskow für „einige Kontroversen“; das Bild ist ein Rückgriff auf seine expressionistische Phase. 1958 stellte Ortel eine Auswahl seiner Werke auf der Großen Berliner Kunstausstellung am Berliner Funkturm in Berlin-Westend aus.

## Pensionierung und Tod
Im Jahr 1969 wurde Herbert Ortel pensioniert. 1972 starb der Maler im Alter von 70 Jahren in Berlin-Steglitz an Lungenkrebs. Teile seines Nachlasses befinden sich seit dem Tod des Künstlers im Archiv der Stiftung Stadtmuseum Berlin, der Berlinischen Galerie bzw. des Neuen Berliner Kunstvereins. Weitere Werke sind in Familien- bzw. Privatbesitz.

## Posthume Ehrungen
90 Jahre nach der Zerstörung seines Werkes „Verlorener Sohn“ unter dem Druck der Deutschen Christen ehrte die Evangelische Kirchengemeinde Alt-Pankow Herbert Ortel am 4. Mai 2024 mit einer Gedenkveranstaltung. Eine Reproduktion des Bildes in Originalgröße ist seitdem temporär an seiner ursprünglichen Stelle über dem Portal der Kirche angebracht.

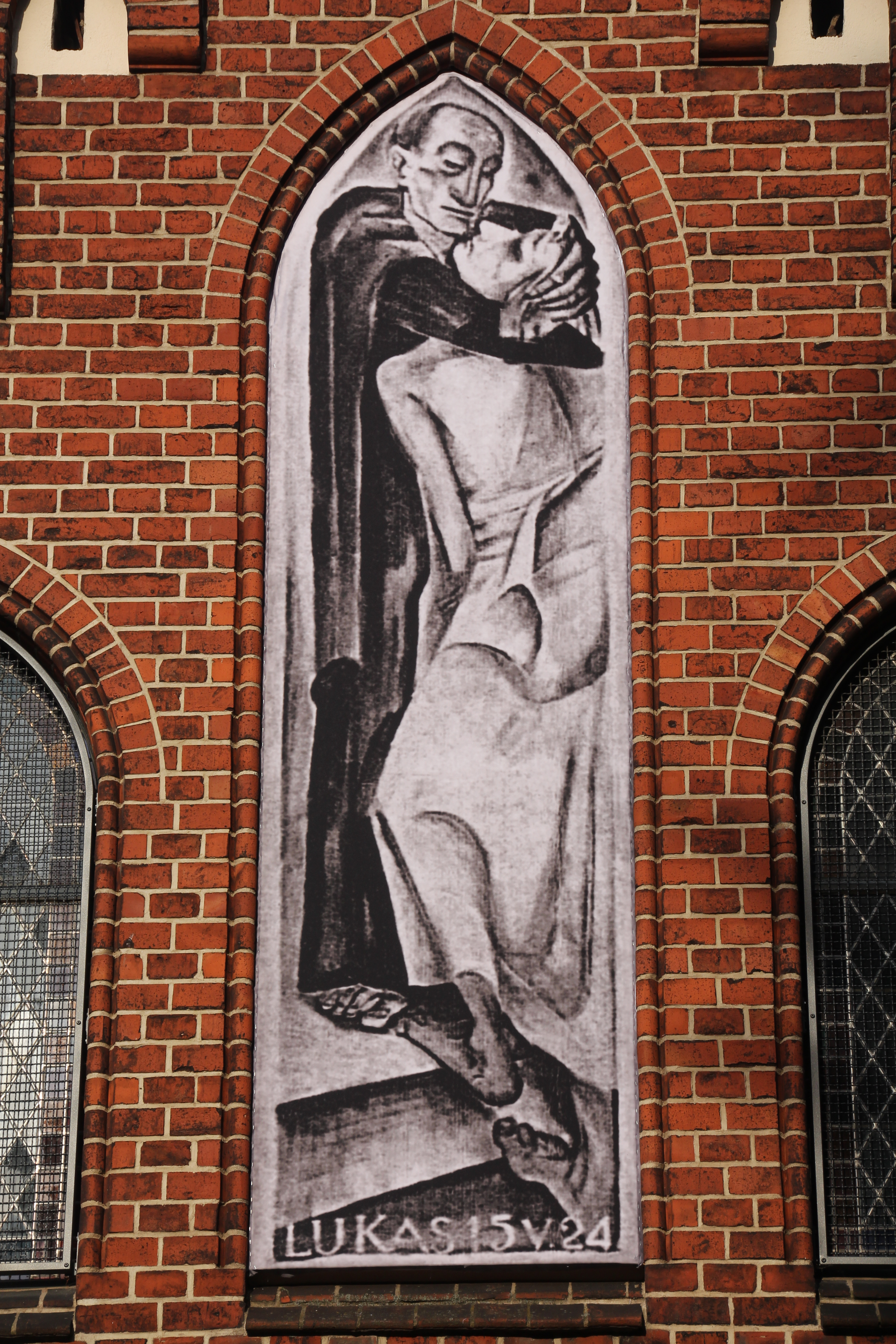
Nachbildung des Freskos „Der verlorene Sohn“ des Berliner Malers Herbert Ortel (1902–1972) am Portal der Dorfkirche Alt-Pankow.